# Tunu
Tunu (Østgrønland - Grenlandia Wschodnia) - jeden z trzech istniejących przed 1 stycznia 2009 roku okręgów Grenlandii.
W skład okręgu wchodziły: 
- Ammassalik (gmina)
- gmina Ittoqqortoormiit
- część Parku Narodowego Grenlandii (obszar niemunicypalny)

Po reformie administracyjnej z 1 stycznia 2009 roku obszar okręgu stał się częścią gmin Kujalleq i Sermersooq oraz niemunicypalnego Parku Narodowego Grenlandii.